# Магарха
Магарха је једно од највећих арапских племена у централној и западној Либији.
Процјењује се да има око милион припадника. Друго је највеће племе, одмах послије племена Варфала. Има традиционално јаке везе са племеном Гадафа. Потиче из регије Фезан, а настањено је у Сирту и још неким приморским градовима.
Абдулах ел Сануси, шеф војне обавјештајне службе и Гадафијев пашеног, потиче из овог племена.